# Cynopoecilus nigrovittatus
Cynopoecilus nigrovittatus is een straalvinnige vissensoort uit de familie van de killivisjes (Rivulidae). De wetenschappelijke naam van de soort is voor het eerst geldig gepubliceerd in 2002 door Costa.